# Берти, Джеймс, 1-й граф Абингдон
Джеймс Берти, 1-й граф Абингдон (англ. James Bertie, 1st Earl of Abingdon; 16 июня 1653 — 22 мая 1699) — английский дворянин и пэр. Он был известен как Достопочтенный Джеймс Берти с 1653 по 1657 год и 5-й барон Норрейс с 1657 по 1682 год.

## Ранние годы и семья
Родился 16 июня 1653 года. Старший сын Монтегю Берти, 2-го графа Линдси (1608—1666), и его второй жены, Бриджит Берти (урожденной Рэй), 4-й баронессы Норрейс (1627—1656/1657).
Его отец, у которого было пять сыновей от предыдущего брака, был роялистом с безупречной репутацией и главой влиятельной семьи Линкольншира. Хотя положение Джеймса как шестого сына могло ограничить его перспективы, он был старшим сыном своей матери, и после ее смерти около 1657 года он стал 5-м бароном Норрейсом из Райкота. Вместе с пэрством он унаследовал от своей матери значительные поместья, включая поместья Райкот, Олбери, Вендлбери, Честертон, Дорчестер, Тейм, Бекли и Хортон в Оксфордшире , и Уайтхэм, Камнор и Фрилшем, все тогда в Беркшире. Эти обширные поместья обеспечили бы ему базу политической власти в Оксфордшире. Брак в начале 1650-х годов его сводной сестры Бриджит с сэром Томасом Осборном также оказался большим преимуществом для семьи Берти, поскольку Осборн позднее получил титул герцога Лидса и стал одним из выдающихся политиков поздней эпохи Стюартов. Томас Осборн был в особенно хороших отношениях с лордом Норрейсом и часто останавливался и охотился с ним в Райкоте.
1 февраля 1671/1672 года в Эддербери, графство Оксфордшир, Джеймс Берти женился на Элеоноре Ли (3 июня 1658 — 31 мая 1691), старшей дочери сэра Генри Ли, 3-го баронета, и его жены Энн Дэнверс. Поместья Дэнверс были оставлены в доверительном управлении Элеоноры и её сестры Энн, которая вышла замуж за Томаса Уортона в 1673 году. Тетя Элеоноры Элизабет, жена Роберта Вильерса, позже Дэнверс, также была бенефициаром, но попечители выкупили ее долю в год замужества Энн. Между лордом Норрейсом, Уортоном и их женами возникли судебные тяжбы по поводу траста, и раздел имений в 1681 году сделал лорда Абингдона, каковым он тогда был, и его жену единственными владельцами поместий Уэст-Лавингтон , Марден, и Патни, Уилтшир. Они также получили долю Энн в поместье Уэстбери, Уилтшир. Поместье Брейденсток было разделено между Энн и ее тетей Элизабет до 1683 года, когда Абингдон выкупил долю Элизабет.
У Джеймса Берти и его жены было шесть сыновей и три дочери:
- Монтегю Венейблс-Берти, 2-й граф Абингдон (16 июня 1673 — 22 мая 1743), старший сын и преемник отца.
- Достопочтенный Джеймс Берти (13 марта 1674 — 18 октября 1735)
- Достопочтенный Генри Берти (4 мая 1675 — 18 декабря 1735)
- Достопочтенный Роберт Берти (28 февраля 1676 — 6 августа 1710)
- Капитан достопочтенный Перегрин Берти (2 февраля 1677—1709), командовал кораблем HMS Ruby, умер в плену во Франции.
- Преподобный Чарльз Берти (1678 — 15 февраля 1747)
- Леди Бриджит Берти (до 1683 — 13 июня 1753)[20] , в 1703 году она вышла замуж за Ричарда Балкли, 4-го виконта Балкли
- Леди Энн Берти (? — 31 октября 1718)[21], в 1704 году она вышла замуж за сэра Уильяма Кортни, 2-го баронета
- Леди Мэри Берти (1 сентября 1655 — 30 июня 1709), умерла незамужней.

После смерти лорда Сейя и Селе в 1674 году лорд Норрейс сменил его на посту лорда-лейтенанта Оксфордшира. Впервые он занял свое место в Палате лордов 13 апреля 1675 года.

## Карьера

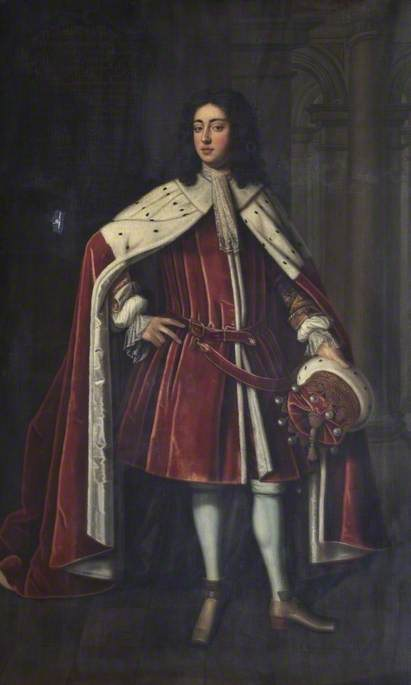
Джеймс Берти после получения титула графа Абингдона

Мнимые разоблачения папистского заговора и народное презрение к политике Карла II, которую проводил граф Дэнби, привели к яростной политической реакции против католицизма и придворной партии, отчасти организованной соперником Дэнби лордом Шефтсбери . Король распустил Кавалерийский парламент, и в феврале 1678/1679 года были проведены новые выборы. Лорд Норрейс вел кампанию в Оксфорде и Оксфордшире за придворных кандидатов в новый парламент, но безуспешно: толпа выгнала его с улиц Оксфорда. Партия аграриев доминировала в Палате общин, и граф Дэнби был вынужден уйти в отставку. Королевское помилование только усилило возмущение против него, и он был заключен в Тауэр, в то время как Палата общин, объявившая ему импичмент, обсуждала его судьбу с лордами. Лорд Норрейс оставался верным сторонником двора, и граф Дэнби, переписываясь с королем из Тауэра тем летом, рекомендовал его продвижение в пэры. Несмотря на энтузиазм, лорд Норрейс был печально известен своим нездоровьем, страдая от «черной желтухи» (возможно, болезни Вейля), по общему мнению, до такой степени, что это мешало его парламентским делам.
Оппозиция графа Шефтсбери сделала два парламента, созванных в 1679 году, совершенно неуправляемыми для двора. Король решил провести новый парламент в Оксфорде в 1681 году, надеясь использовать традиционную роялистскую лояльность города. Лорду Норрейсу и Джону Феллу, которые были управляющими суда на предыдущих двух выборах, было поручено подготовить проведение нового парламента. Феллу удалось организовать перемирие между Норрейсом и лордом Лавлейсом, главным вигским предвыборным агитатором в округе, в то время как Норрейс позаботился о логистических деталях приема парламента. К его счастью, офицером в королевском дворе, ответственным за размещение парламента, лордом великим камергером, был его старший единокровный брат, лорд Линдси. Выборы в Оксфордский парламент оказались не более благоприятными для придворной партии, чем предыдущие, но Норрейс сыграл свою роль лорда-лейтенанта и хозяина, возглавив отряд конницы, чтобы сопровождать короля от границы Оксфордшира до парламента. Лорд Норрейс также предпринял довольно смелый шаг, представив петицию лордам об освобождении под залог Дэнби, все еще томящегося в Тауэре; мнения разделились, и вопрос был отложен на несколько дней по предложению лорда Галифакса. К нему больше не возвращались: секретный договор с Францией облегчил потребность короля в поставках, и начала расти народная реакция против вигов. Карл не был склонен спорить с другим парламентом-исключением и внезапно распустил его через неделю.
30 ноября 1682 года Джеймс Берти получил титул 1-го графа Абингдона в графстве Беркшир (Пэрство Англии).
Поскольку Яков II принимал все более жесткую прокатолическую политику, многие тори оказались вынуждены выбирать между поддержкой двора и поддержкой государственной церкви. Лорд Абингдон встал на сторону церкви: в частности, он принял сторону членов колледжа Магдалины в их ссоре с королем, которая началась весной 1687 года. Его отделение от двора означало его сближение с городком Оксфорд: 16 сентября 1687 года он был единогласно избран верховным стюардом Оксфорда корпорацией, сменив герцога Бекингема . В октябре 1687 года Яков II направил своим лордам-лейтенантам «Три вопроса», призванные выявить сторонников его программы по устранению правовых ограничений для католиков. Лорды-лейтенанты должны были адресовать эти вопросы членам комиссии по поддержанию мира в своих соответствующих графствах и устранить тех, кто враждебно относится к католической терпимости. Лорд Абингдон, в откровенном разговоре с королем, отказался принять участие в этой программе. Он еще больше оскорбил своего монарха постоянной поддержкой колледжа Магдалины. Когда 16 ноября они были изгнаны Церковной комиссией, он предложил им свое гостеприимство в Райкоте. Этот акт неповиновения не мог быть снесен, и лорд Абингдон был уволен с должности лорда-лейтенанта.
По мере того, как программа Якова II по созданию послушного правительства набирала силу, округ Оксфорда был «урегулирован», и корпорация была распущена в июне 1688 года указом в совете. В сентябре был выпущен новый устав, патент на который называл Личфилда главным стюардом вместо лорда Абингдона . С приближением Славной революции Джеймс изменил курс в октябре и аннулировал уставы 1684 и 1688 годов. Лорд Абингдон был единогласно переизбран главным стюардом, событие, широко, если не повсеместно, праздновавшееся в округе.
Однако было слишком поздно отзывать лорда Абингдона о его верности Якову II Стюарту. Граф Дэнби подписал приглашение Вильгельму Оранскому в июне, и многие из семьи Берти, включая лорда Абингдона, были вовлечены в заговор к сентябрю. В ноябре 1688 года лорд Абингдон дезертировал, чтобы присоединиться к Вильгельму Оранскому, доставил 50 всадников из Оксфорда в штаб-квартиру Вильгельма Оранского в Эксетере, став первым из пэров, кто открыто взялся за оружие в его пользу.
Принципы тори Абингдона не были ослаблены его ролью в Славной ревыолюции. После бегства Якова II он голосовал против объявления трона вакантным. Тем не менее, 3 мая 1689 года он был вновь назначен лордом-лейтенантом Оксфордшира, чтобы заменить Личфилда, и хранителем рукописей (custos rotulorum) графства Оксфордшир 9 июля, заменив решительного якобита графа Кларендона. После этого две должности были объединены. Он оставался активным в местной политике в Беркшире, Оксфордшире и Уилтшире. Во время выборов 1690 года он выдвинул своего старшего сына лорда Норрейса, действующего члена парламента от Беркшира, также и в Оксфордшир. Это был благоразумный ход: лорд Норрейс потерпел поражение в Беркшире (он, возможно, даже не пошел на выборы там), но был избран в Оксфордшире после изнурительной кампании, которая включала обвинения в якобитизме, выдвинутые против лорда Абингдона, которые так его угнетали, что он подумывал об отставке с должности лорда-лейтенанта, к большому разочарованию Кларендона.
Жена лорда Абингдона Элеонора внезапно скончалась 31 мая 1691 года в Уэст-Лавингтоне и была похоронена там 6 июня.
В 1693 году лорд Абингдон получил должность судьи в Эйре к югу от реки Трент.
Здоровье лорда Абингдона, никогда не отличавшееся хорошим здоровьем, продолжало досаждать ему на протяжении всего десятилетия, и Чарльз сообщил в январе 1694 года, что Абингдон сильно страдал от одышки. В том же году Кармартен был сделан герцогом Лидским, но нападение вигов на него за получение взяток заставило его уйти с должности в 1695 году. Лорд Абингдон все больше расходился с правительством, в котором доминировали виги. Его отказ подписать Ассоциацию 1696 года дал основания для увольнения его с должностей судьи и лорда-лейтенанта в 1697 году.
15 апреля 1698 года в Стэнвелле лорд Абингдон заключил второй брак с Кэтрин Чемберлейн (ок. 1668 — 9 февраля 1741/1742), дочерью преподобного сэра Томаса Чемберлейна и Маргарет, дочерью Эдмунда Придо. У них не было детей.
Лорд Абингдон скончался в Вестминстере 22 мая 1699 года от лихорадки и был похоронен в Райкоте 29 мая. Ему наследовал его старший сын Монтегю.